# Michiko Aoyama
Michiko Aoyama (japanisch 青山 美智子, Aoyama Michiko; * 9. Juni 1970 in der Präfektur Saitama) ist eine japanische Reporterin und Schriftstellerin.

## Leben
Aoyama wuchs in der Präfektur Chiba auf und zog als Jugendliche nach Seto, in die Präfektur Aichi, wo sie die Seto Nishi High School abschloss. Nach eigenen Angaben war ihre Zeit in Seto prägend für ihr weiteres Leben. Mit 14 Jahren beschloss sie, Schriftstellerin zu werden, da sie sehr gern las.
Nach der Schule studierte sie Soziologie an der Chūkyō-Universität. Sie nahm nach ihrem Studienabschluss an einem Working-Holiday-Programm in Australien teil. Während ihres Aufenthalts dort reiste sie auch durch das Land und lernte Englisch. Anschließend arbeitete sie als Reporterin für eine japanische Zeitung, die in Australien veröffentlicht wurde und sich an eine japanische Leserschaft richtete. 
Im Alter von 25 Jahren kehrte Aoyama nach Japan zurück und war dann als Redakteurin von japanischen Zeitschriften in Tokio tätig, bis sie sich beruflich nur noch mit ihrer schriftstellerischen Arbeit beschäftigte. Sie ist verheiratet, hat einen Sohn und lebt in Yokohama.
Seit 2020 arbeitet sie mehrmals in der Woche in einer Bibliothek.

## Werk und Rezension
Aoyamas erstes Buch Mokuyōbi ni wa kokoa wo  (Donnerstags im Café unter den Kirschbäumen, wörtlich: Donnerstags Kakao) erschien 2017. Der Roman war ursprünglich als Fortsetzung auf der Website von Sydney´s Monthly Japallaria erschienen und wurde dann als Buch herausgebracht. Dieses Werk wurde in die Shotosutori Nagoya (ショートストーリーなごや) aufgenommen, eine Sammlung von Kurzgeschichten, die in Nagoya spielen und von einem Komitee ausgewählt wurden. Positiv hervorgehoben wurde bei Mokuyōbi ni wa kokoa wo Aoyamas Auslandserfahrung, die diesem Buch einen kulturübergreifenden Blick verlieh: „Her experience in Australia is reflected in some of the stories in this book – by setting them there, this helps deepen the themes of the book from a cross-cultural, global viewpoint.“ (Ihre Erfahrungen in Australien spiegeln sich in einigen der Geschichten dieses Buchs wider – durch ihre Ansiedlung dort werden die Themen des Buches aus einem kulturübergreifenden, globalen Blickwinkel vertieft.).
Aoyamas Buch O-sagashimono wa toshoshitsu made (Frau Komachi empfiehlt ein Buch, wörtlich  Wenn Sie etwas suchen, gehen Sie in die Bibliothek) wurde in Japan zum Bestseller und erschien auch übersetzt in vielen anderen Ländern, wo es überwiegend positive Kritiken erhielt: Aoyama schreibe in diesem Buch mit „aufmerksamer und zarter Hand“ und verstehe es, Leser zu berühren. Ihr „wunderbar feinsinniger und berührender Roman“ verfüge auch über „feinsinnigen Humor“, insgesamt sei es „ein bezauberndes Buch“. Die Japanologin Lisette Gebhardt bespricht die beiden deutschen Übersetzungen für die Plattform Literaturkritik.

## Auszeichnungen
Aoyamas Bücher waren mehrfach beim Großen Preis der Buchhändler Japans (本屋大賞, Hon’ya Taishō) platziert. Dieser Preis wird jährlich durch die in Buchhandlungen arbeitenden Buchhändler bestimmt. 2021 und 2022 gelangten Aoyamas Bücher jeweils auf den zweiten Platz, erst mit O-sagashimono wa toshoshitsu made und dann mit Aka to ao to esukīsu. Im folgenden Jahr kam ihr Buch Tsuki no tatsu mori de auf den fünften Platz. Im Jahr 2024 kam sie mit Rikabarī Kabahiko auf Platz sieben.

## Veröffentlichungen (Auswahl)
- 2017 Mokuyōbi ni wa kokoa wo (木曜日にはココアを) (Donnerstags Kakao), Takarajimasha, ISBN 978-4-8002-7571-4.
  - Donnerstags im Café unter den Kirschbäumen. Aus dem Japanischen übersetzt von Sabine Mangold, Rowohlt Verlag, Hamburg 2024, ISBN 978-3-463-00064-0.
- 2020 O-sagashimono wa toshoshitsu made (お探し物は図書室まで) (Für das Gesuchte, zur Bibliothek), Popurasha, ISBN 978-4-591-16798-4.
  - Frau Komachi empfiehlt ein Buch. Aus dem Japanischen übersetzt von Sabine Mangold, Rowohlt Verlag, Hamburg 2023, ISBN 978-3-463-00040-4.
- 2021 Aka to ao to esukīsu (赤と青とエスキース) (Rot, Blau und Skizze), PHP Kenkyūsho, ISBN 978-4-569850641.
- 2021 Getsuyōbi no matcha kafe (月曜日の抹茶カフェ)  (Montags Matcha Café), Takarajimasha  ISBN 978-4-299020284.
  - Matcha Tee am Montag. Aus dem Japanischen übersetzt von Sabine Mangold, Rowohlt Verlag, Hamburg 2025, ISBN 978-3-463-00065-7.
- 2022 Tsuki no tatsu mori de (月の立つ林で) (Im Wald, wo der Mond steht), Popurasha 2022, ISBN 978-4-591-17535-4.
- 2023 Rikabarī Kabahiko (リカバリー・カバヒコ), Kobunsha 2023, ISBN 978-4-334-10052-0.